# RoHS

Logomarca

RoHS (Restriction of Certain Hazardous Substances, ou em língua portuguesa: Restrição de Certas Substâncias Perigosas) é uma diretiva adotada em fevereiro de 2003 pela União Europeia que proíbe que certas substâncias perigosas sejam usadas em processos de fabricação de produtos. A diretiva limita a total de 0,1% o uso de certas substâncias na composição de manufaturados na União Europeia, ou importados de EUA, China, Nova Zelândia e outros países.
As substâncias restritas são as seguintes:
1. Chumbo
2. Mercúrio
3. Cádmio
4. Cromo hexavalente
5. Polibromato bifenil
6. Éter difenil polibromato (PBDE)

Os dois últimos são usados como retardantes de chamas em plásticos.
O RoHS é também conhecido como “a lei do sem chumbo” (lead-free) mas esta diretiva também trata de outras cinco substâncias.
Esta diretiva entrou em vigor no dia 1 de julho de 2006 e a partir desta data nenhum produto usando essas substâncias poderá ser vendido na Europa. Junto com o RoHS entrará em vigor uma outra diretiva que trata da reciclagem de produtos eletroeletrônicos, chamada WEEE (Waste from Electrical and Electronic Equipment, Lixo Vindo de Produtos Eletroeletrônicos).
Por causa do RoHS, fabricantes de equipamentos eletrônicos terão que correr para adequarem seus produtos à nova diretiva de modo a poderem vender seus produtos na Europa.
O problema é que a solda tradicional é composta de 63% de estanho (Sn) e 37% de chumbo (Pb), e os fabricantes terão que buscar outros Elementos para produzir a solda. A solda é o que “cola” os componentes eletrônicos na placa de circuito impresso de um produto eletrônico. A prata, o cobre e o bismuto são comumente usados na nova composição de solda sem Chumbo. Esses elementos, no entanto, implicam vários desafios:
1. Alta temperatura de fusão: os componentes eletrônicos sensíveis à temperatura foram projetados para suportar até 250°C, e a solda tradicional de estanho/chumbo funde a 183°C permitindo uma ampla janela de trabalho, enquanto que a solda sem chumbo funde entre 221°C e 227°C, dependendo da composição. Isto significa que o processo produtivo deva aquecer a solda a nova e mais alta temperatura, e requer maior cuidado para não exceder o limite de temperatura estabelecido pelos fabricantes de componentes. Item que era uma preocupação remota quando se usava solda com Chumbo.
2. Ainda em estado de desenvolvimento: a solda de estanho/chumbo é usada há anos e o processo de soldagem é muito bem conhecido. A solda sem chumbo ainda é uma criança e muita pesquisa e desenvolvimento ainda estar por vir com vários diferentes materiais. Até agora não existe um padrão industrial para a solda sem chumbo.
3. Conserto: quando um equipamento eletrônico precisa de conserto, a solda usada também deverá ser sem chumbo. O técnico que está efetuando o conserto deve saber exatamente qual é o tipo de solda que foi usada quando o equipamento foi fabricado. Geralmente esta informação pode ser encontrada na placa de circuito impresso (PCB) do equipamento, mas esta informação pode não estar disponível. Mas é seguro usar liga 99C (99,7% de estanho, 0,3% de cobre) quando estiver reparando equipamentos sem chumbo.
4. Inspeção visual: solda sem chumbo tem um aspecto muito diferente da solda tradicional estanho/chumbo e um olho não treinado pode assumir que um ponto de solda está defeituoso, enquanto na realidade não está.
5. Claro que além da solda todas as outras partes do equipamento eletrônico – como componentes e a placa de circuito impresso (PCB) – não deve ter nenhum dos seis materiais banidos para serem considerados “de acordo com o RoHS” e poderem ser vendidos na Europa.

O problema todo é basicamente com a reciclagem dos equipamentos eletrônicos. A maioria dos equipamentos eletrônicos está passando o final de suas vidas em latas de lixo ou aterros a céu aberto, e muitos deles sem nenhum controle químico. A água da chuva ácida dissolve o chumbo e outras substâncias perigosas dos equipamentos eletrônicos, e a água da chuva mistura-se com esses materiais indo direto para os lençóis freáticos, indo parar na água que bebemos.
O chumbo pode afetar praticamente todos os órgãos e sistemas do corpo humano, especialmente o sistema nervoso central. Rins e o sistema reprodutivo também são afetados. Os efeitos são os mesmo caso o chumbo seja inspirado ou ingerido. Em altas quantidades, o chumbo pode reduzir o tempo de reação, fraqueza nos dedos, punhos ou calcanhar, e possivelmente afeta a memória. O chumbo também pode causar anemia.
É interessante notar que, embora a indústria de eletrônicos esteja sendo direcionada para remover o chumbo de seus processos de fabricação pela diretiva europeia, apenas uma pequena porção de chumbo é realmente usada na produção de equipamentos eletrônicos: apenas 0,49% de todo chumbo produzido é usado em solda e apenas 2% do chumbo produzido é usado em toda a indústria de eletroeletrônicos. A fabricação de baterias, por exemplo, consome 80% do chumbo produzido no mundo.
Apesar de nos Estados Unidos não existir nenhuma norma similar ao RoHS ou ao WEEE, o Estado da Califórnia aprovou uma lei proibindo o comércio de qualquer equipamento eletrônico que tenha tido sua venda proibida na Europa por causa da presença de metais pesados. Esta lei, que é chamada “o RoHS da Califórnia”, entrou em vigor em Setembro de 2003, com Janeiro de 2007 como o prazo final para que todas as empresas se adequem.
1. ↑  «DIRECTIVE 2002/95/EC OF THE EUROPEAN PARLIAMENT AND OF THE COUNCIL» (PDF). Eur-lex.europa.eu. Consultado em 3 de julho de 2015